# Melbourne Central
Melbourne Central est un complexe immobilier comprenant gratte-ciel de bureaux et un centre commercial conçu par Kisho Kurokawa et Bates Smart McCutcheon à Melbourne (Australie) en 1988 et situé au 350 Elizabeth Street.
Le complexe a été bâti sur la gare Melbourne Central.
À son ouverture, un Daimaru occupe les sols du centre commercial. Au début des années 2000, le complexe a été modernisé par le cabinet d'architectes Ashton Raggatt McDougall. Un des objectifs est de mieux connecter la gare souterraine au complexe supérieur.